# Liste der Monuments historiques in Gernelle
Die Liste der Monuments historiques in Gernelle führt die Monuments historiques in der französischen Gemeinde Gernelle auf.

## Liste der Objekte
| Bezeichnung                                         | Beschreibung | Standort                        | Kennzeichnung | Schutzstatus | Datum | Bild |
| --------------------------------------------------- | --- | ------------------------------- | ------------- | ------------ | ----- | ---- |
| Pietà                                               | Holz, 15. oder 16. Jahrhundert; 1994 gestohlen | in der Kirche Notre-Dame (Lage) | PM08000207    | Classé       | 1966  |      |
| Skulptur Mariä Himmelfahrt                          | Holz, farbig gefasst und vergoldet, erste Hälfte des 19. Jahrhunderts                                                                                      | in der Kirche Notre-Dame (Lage) | PM08000740    | Inscrit      | 1972  |      |
| Zwei Reliefs: Heiliger Rochus und heiliger Hubertus | Holz, 17. Jahrhundert | in der Friedhofskapelle (Lage)  | PM08000208    | Classé       | 1957  |      |
| Hauptaltar                                          | Altartisch, Retabel, Tabernakel, ein Gemälde und zwei Skulpturen; Holz, farbig gefasst und vergoldet, Marmor, 18. Jahrhundert; das Gemälde nach Guido Reni | in der Kirche Notre-Dame (Lage) | PM08000209    | Classé       | 1973  |      |